# Record of Ragnarok
Record of Ragnarok (終末のワルキューレ, Shūmatsu no Warukyūre) is een Japanse mangaserie die is geschreven door Shinya Umemura en Takumi Fukui, en geïllustreerd door Azychika. De serie verscheen vanaf 25 november 2017 in het maandblad Monthly Comic Zenon en bestaat uit 20 edities.
Vanaf juni 2021 is de manga ook uitgebracht als een 27-delige original net animation (ONA), een term voor een animeserie die direct verschijnt op internet.

## Plot
De Raad der Goden komt eens per duizend jaar samen om het lot van de mensheid te bepalen. Ze besluit dat door de afgelopen zeven miljoen jaar onherstelbare geschiedenis, uitroeiing van de mensheid geheel rechtvaardigd is. De valkyrie Brunhilde stelt voor om de mensheid nog een laatste kans te geven om hun waarde te bewijzen. De goden stemmen in met het toernooi van Ragnarök, waar de mensheid gespaard zal worden als ze de goden in dertien wedstrijden weten te verslaan.

## Personages
| Personage       | Stemacteur        |
| --------------- | ----------------- |
| Brunhilde       | Miyuki Sawashiro  |
| Hrist           | Yu Kobayashi      |
| Thrud           | Akira Miki        |
| Randgriz        | Aya Kawakami      |
| Reginleif       | Rina Kawaguchi    |
| Adam            | Soma Saito        |
| Eve             | Naoko Komatsu     |
| Jack the Ripper | Tomokazu Sugit    |
| Buddha          | Yuichi Nakamura   |
| Thor            | Hikaru Midorikawa |
| Zeus            | Wataru Takagi     |
| Poseidon        | Takahiro Sakurai  |
| Hercules        | Katsuyuki Konishi |
| Hermes          | Junichi Suwabe    |
| Aphrodite       | Rie Tanaka        |
| Heimdall        | Yukihiro Nozuyama |